# Relativistický Dopplerův jev
Relativistický Dopplerův jev popisuje změnu vlnové délky, která nastane, pokud se zdroj a příjemce elektromagnetického vlnění vůči sobě vzájemně pohybují. Na rozdíl od klasického Dopplerova jevu jsou započteny efekty dilatace času podle speciální teorie relativity. Pro rychlosti o několik řádů menší než rychlost světla je ale rozdíl předpovědi podle obou modelů zanedbatelný.

## Výpočet jednorozměrného případu
Pokud se zdroj a pozorovatel od sebe pohybují po jedné přímce rychlostí {\displaystyle v\,}, pozorovaná frekvence {\displaystyle f_{o}\,} se liší od frekvence zdroje {\displaystyle f_{e}\,} takto:
{\displaystyle f_{o}={\sqrt {\frac {1-v/c}{1+v/c}}}\,f_{e}}
kde {\displaystyle c\,} je rychlost světla.
Odpovídající vlnová délka se změní takto:
{\displaystyle \lambda _{o}={\sqrt {\frac {1+v/c}{1-v/c}}}\,\lambda _{e}}
a výsledný rudý posuv {\displaystyle z\,} může být popsán jako
{\displaystyle z+1={\frac {\lambda _{o}}{\lambda _{e}}}={\sqrt {\frac {1+v/c}{1-v/c}}}}
Pro nerelativistické rychlosti, tedy pro {\displaystyle v\ll c\,}, lze provést zjednodušující aproximaci:
{\displaystyle {\frac {\Delta f}{f}}\simeq -{\frac {v}{c}}\qquad {\frac {\Delta \lambda }{\lambda }}\simeq {\frac {v}{c}}\qquad z\simeq {\frac {v}{c}}}
což je klasický Dopplerův jev.
Poznámka: Vzorce platí pro objekty vzdalující se od sebe po jedné přímce. Pro přibližující se objekty je třeba dosadit rychlost záporně.